# Słupca (gmina)
Pour les articles homonymes, voir Słupca (homonymie).
Słupca est une gmina rurale du powiat de Słupca, Grande-Pologne, dans le centre-ouest de la Pologne. Son siège est la ville de Słupca, bien qu'elle ne fasse pas partie du territoire de la gmina.
La gmina couvre une superficie de 144,93 km2 pour une population de 8 974 habitants.

## Géographie

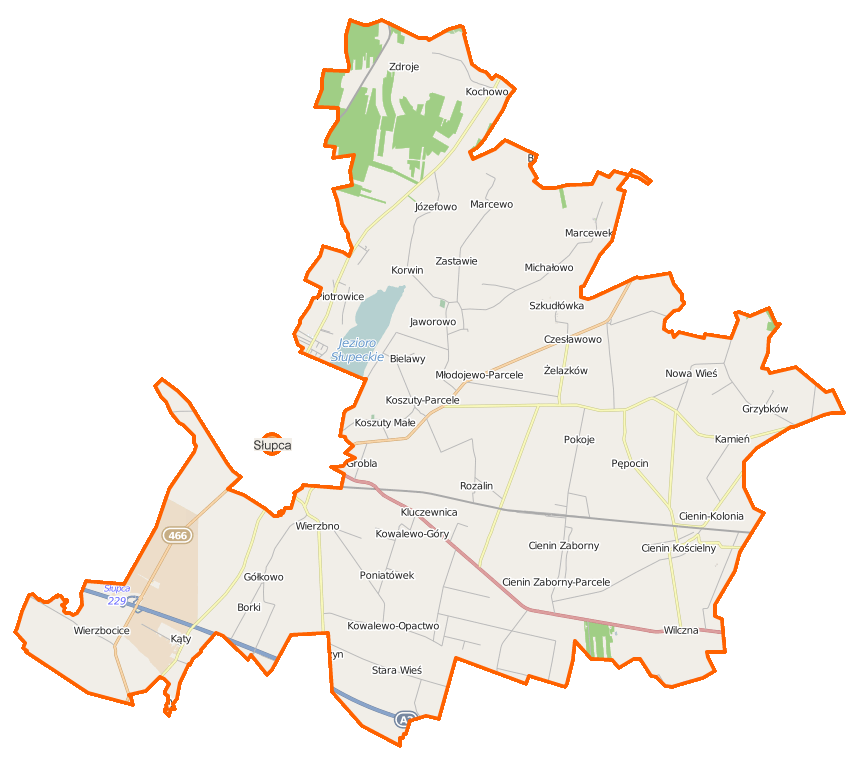
Plan de la gmina.

La gmina inclut les villages et les localités de :
- Benignowo
- Bielawy
- Borki
- Cienin Kościelny
- Cienin Zaborny
- Cienin Zaborny-Parcele
- Cienin-Kolonia
- Cienin-Perze
- Czerwonka
- Czesławowo
- Drążna
- Gółkowo
- Grobla
- Grzybków
- Jaworowo
- Józefowo
- Kamień
- Kąty
- Kluczewnica
- Kochowo
- Korwin
- Koszuty
- Koszuty Małe
- Koszuty-Parcele
- Kotunia
- Kowalewo Opactwo-Parcele
- Kowalewo Opactwo-Wieś
- Kowalewo-Góry
- Kowalewo-Opactwo
- Kowalewo-Sołectwo
- Kunowo
- Marcewek
- Marcewo
- Meszna
- Michałowo
- Młodojewo
- Młodojewo-Parcele
- Niezgoda
- Nowa Wieś
- Pępocin
- Piotrowice
- Piotrowice-Parcele
- Pokoje
- Poniatówek
- Posada
- Rokosz
- Róża
- Rozalin
- Szkudłówka
- Wierzbno
- Wierzbocice
- Wilczna
- Wola Koszucka-Parcele
- Zaborze
- Zacisze
- Zastawie
- Żelazków

### Gminy voisines
La gmina de Słupca est bordée :
- des gminy de :
  - Golina
  - Kazimierz Biskupi
  - Lądek
  - Ostrowite
  - Powidz
  - Strzałkowo

- de la ville de :
  - Słupca

## Structure du terrain
D'après les données de 2002, la superficie de la commune de Słupca est de 144,93 km2, répartis comme tel :
- terres agricoles : 92 %
- forêts : 4 %

La commune représente 17,3 % de la superficie du powiat.

## Démographie
Données du 31 décembre 2012 :
| Description        | Total  | Total | Femmes | Femmes | Hommes | Hommes |
| ------------------ | ------ | ----- | ------ | ------ | ------ | ------ |
| Unité              | Nombre | %     | Nombre | %      | Nombre | %      |
| population         | 9 256  | 100   | 4 676  | 50,5   | 4 580  | 49,5   |
| Densité (hab./km²) | 63,9   | 63,9  | 32,3   | 32,3   | 31,6   | 31,6   |